# St. Andrew’s Wesley Church

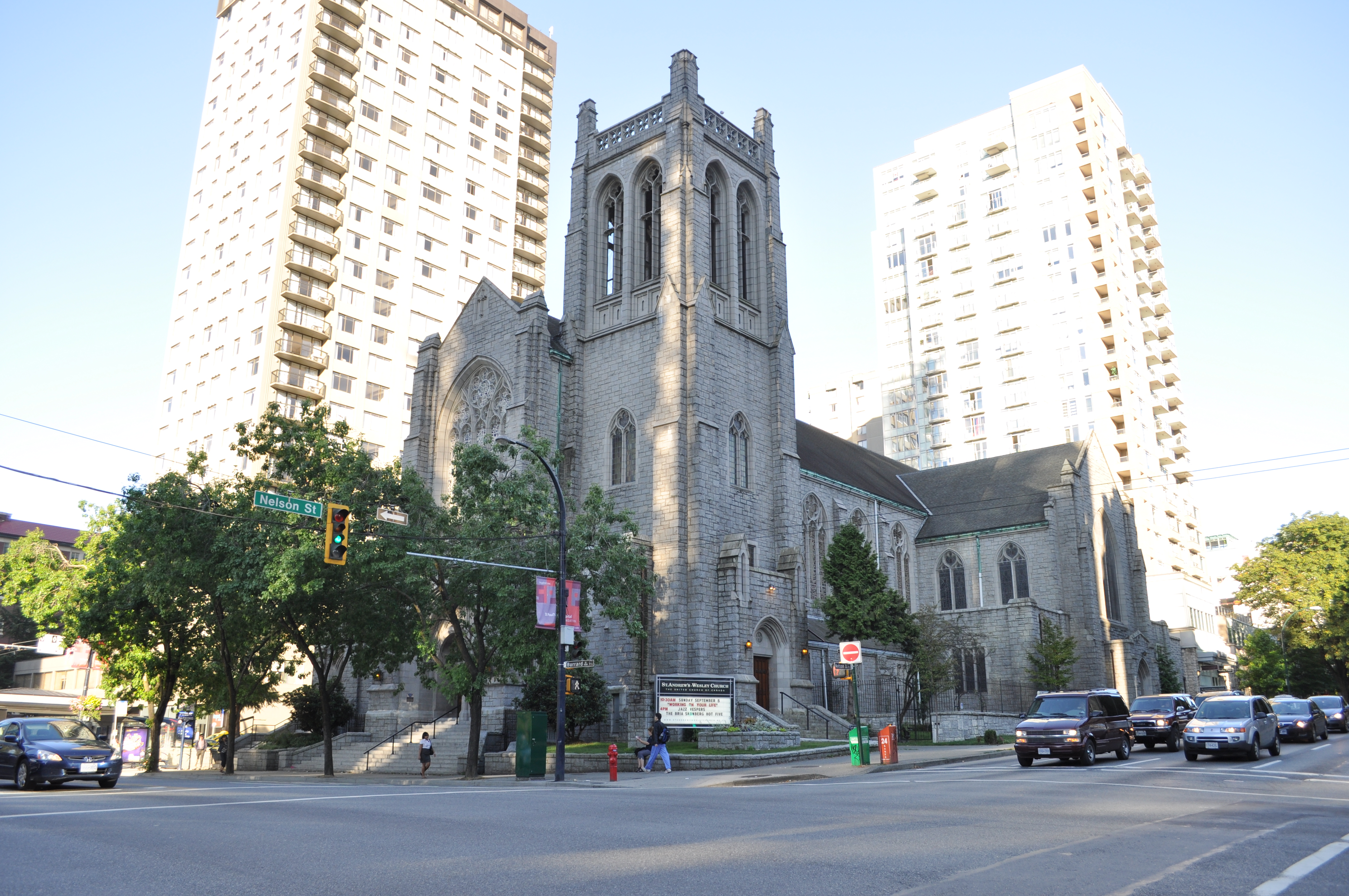
St. Andrew’s Wesley Church (2011)

St. Andrew’s Wesley Church ist eine Kirche im Stadtzentrum von Vancouver, British Columbia. Die Kirche wurde 1933 mit Granit von Nelson Island und Stein von Haddington Island erbaut, als Architekten zeichneten das britische Architekturbüro Twizell and Twizell verantwortlich.
Die Kirchengemeinde  gehört zur United Church of Canada und ging aus einem Zusammenschluss der presbyterianischen St. Andrew’s und der methodistischen Wesley Methodist Kirchengemeinde hervor.

## Vorgeschichte
Missionare der Methodisten erreichten Vancouver von Großbritannien aus um 1859. Eine Kirche wurde um 1875 an der Water Street erbaut, aber im Great Vancouver Fire von 1886 zerstört. 1887 teilte sich die Methodisten-Gemeinde in zwei Zweige auf.
Die erste presbyterianische Gemeinde organisierte sich 1870 in einer örtlichen Schule. Ihre erste Kirche wurde an der Cordova Street errichtet, aber ebenfalls im Feuer von 1886 zerstört. In den darauffolgenden Jahren bauten und verkauften die Gemeinden mehrere weitere Kirchengebäude in der Stadt.
1927 schlossen sich die Presbyterianer der Kirche an Georgia und Richards sowie die Wesley Methodisten zur St. Andrew’s-Wesley United Church zusammen. Der Verkauf des kleineren Grundstücks ermöglichte den Kauf des Grundstücks für die Kirche an Burrard und Nelson. Die neue Kirche wurde am 26. Mai 1933  eröffnet.